# Aula-Verlag (Graz)
Der Aula-Verlag mit Sitz in Graz ist ein österreichischer Zeitschriften- und Buchverlag, der unter anderem die Zeitschrift Die Aula (1951–2018) herausgab. Vom Dokumentationsarchiv des österreichischen Widerstandes wird der Verlag als rechtsextrem eingestuft.
Die meisten Bücher, die im Aula-Verlag erscheinen, befassen sich mit burschenschaftlichen Belangen. Zu den Autoren des Verlags gehören unter anderem Björn Clemens und Andreas Mölzer.

## „1848 – Erbe und Auftrag“
1998 wurde in der im Aula-Verlag erschienen Aufsatzsammlung „1848 – Erbe und Auftrag“, welche von Otto Scrinzi herausgegeben wurde, ein Beitrag des damaligen Kardinals Josef Ratzinger, später Papst Benedikt XVI., abgedruckt. Dies wurde von den Medien im Februar 2009 im Zusammenhang mit der umstrittenen Aufhebung der Exkommunikation von Bischöfen der Priesterbruderschaft St. Pius X. thematisiert. Der Pressesprecher der Erzdiözese Wien erklärte daraufhin, dass Ratzingers Artikel bereits 1995 in der Zeitschrift Communio publiziert wurde. In dem Artikel seien „keinerlei Formulierungen enthalten, die in irgendeiner Weise "rechtem" Gedankengut nahestehen.“
In dem Aufsatz stellte Ratzinger, damals Kardinal und Präfekt der vatikanischen Glaubenskongregation, die Frage, ob in der Demokratie das Wohl der Allgemeinheit genügend zum Zug komme: „Die Grausamkeit dieser Oligarchie, ihre Möglichkeit öffentlicher Hinrichtungen, ist hinlänglich bekannt. Wer sich ihr in den Weg stellen möchte, ist Feind der Freiheit, weil er ja die freie Meinungsäußerung behindert […] Wer könnte an der Macht von Interessen zweifeln, deren schmutzige Hände immer häufiger sichtbar werden? Und überhaupt: Ist das System von Mehrheit und Minderheit wirklich ein System der Freiheit?“